# 1768
| 1768               |
| ------------------ |
| Dødsfald - Fødsler |
| • Begivenheder     |

| Gregoriansk kalender | 1768 MDCCLXVIII         |
| Ab urbe condita      | 2521                    |
| Armensk kalender     | 1217 ԹՎ ՌՄԺԷ            |
| Kinesiske kalender   | 4464 – 4465 丁亥 – 戊子 |
| Etiopisk kalender    | 1760 – 1761             |
| Jødisk kalender      | 5528 – 5529             |
| Hindukalendere       |                         |
| - Vikram Samvat      | 1823 – 1824             |
| - Shaka Samvat       | 1690 – 1691             |
| - Kali Yuga          | 4869 – 4870             |
| Iransk kalender      | 1146 – 1147             |
| Islamisk kalender    | 1182 – 1183             |

Konge i Danmark: Christian 7. 1766 – 1808
Se også 1768 (tal)

## Begivenheder
- 25. august - James Cook påbegynder sin første store rejse
- 1. december - Skibet Fredensborg synker ud for Tromøy ved Arendal i Norge

## Født
- 2. januar – Claus Christensen, dansk officer (død 1841).
- 7. januar – Joseph Bonaparte, Napoleons ældste broder, som bliver konge af Neapel i 1806 og konge af Spanien to år senere.
- 28. januar – Frederik 6., dansk konge.
- 12. februar – Frans 2., tysk-romersk kejser.

## Dødsfald
- 8. juni – Johann Joachim Winckelmann, tysk historiker og arkæolog (født 1717).